# Kuangtungsko-fuťienská Wangova škola
Kuangtungsko-fuťienská Wangova škola (čínsky v českém přepisu Jüe-min Wang süe-pchaj, pchin-jinem Yuèmǐn Wáng xuépài, znaky zjednodušené 粤闽王学派, tradiční 粵閩學派) byla neokonfuciánská škola středně- a pozdněmingské éry, jedna ze škol na něž se rozdělili žáci a stoupenci filozofie Wang Jang-minga. Zahrnovala Wangovy stoupence z jihočínských provincií Kuang-tung (Jüe) a Fu-ťien (Min). Jejím nejvýznamnějším reprezentantem byl Süe Kchan.
K představitelům kuangtungsko-fuťienské školy patřili
- Süe Kchan (1486–1545),
- Fang Sien-fu († 1543).